# Skjern
Skjern es un poblado ferroviario del oeste de Dinamarca de 7.756 habitantes en 2013. Es la segunda localidad más grande del municipio de Ringkøbing-Skjern, detrás de Ringkøbing. Pertenece a la región de Jutlandia Central.
Se ubica en el oeste de la península de Jutlandia, a 7 km al este del fiordo de Ringkøbing y al norte del río Skjern, del que toma su nombre.

## Historia
El nombre del río Skjern, de donde la ciudad toma su nombre, proviene de un vocablo con significado de "claro" o "limpio". Skjern fue originalmente un pequeño poblado cuya economía desde la Edad Media estaba ligada al río.
En 1875 Skjern se convirtió en una localidad ferrocarrilera y en un nudo ferroviario. Con el ferrocarril prosperaron en cierto modo la artesanía, el comercio y la industria, pero la localidad continuó dependiendo del campo en gran medida. A principios del siglo XX Skjern se convirtió en el centro comercial de una amplia zona agrícola circundante, lo que influyó en un rápido crecimiento demográfico y a su vez en su designación como ciudad comercial en 1958 (købstad), con lo que fue la última localidad danesa en recibir este privilegio oficial hoy abolido. 
La industria tuvo su mayor importancia desde principios del siglo XX hasta la década de 1970. Desde entonces ha perdido cierto peso en favor de los servicios, mientras que la agricultura aún tiene una importancia relativa, sobre todo si se compara con otras ciudades danesas. El crecimiento poblacional continuó en la segunda mitad del siglo XX, pero a un ritmo menos acelerado.
Skjern tuvo su propio municipio entre 1970 y 2006. Desde 2007 la ciudad forma parte del municipio de Ringkøbing-Skjern.